# Кортни и Ким освајају Њујорк
Кортни и Ким освајају Њујорк (енгл. Kourtney and Kim Take New York) је америчка ријалити телевизијска серија која се приказивала од 23. јануара 2011. до 29. јануара 2012. године на Е! и састоји се од две сезоне. Прати сестре Кортни и Ким Кардашијан како отварају Даш бутик у Њујорк Ситију. Кортни и Ким освајају Њујорк је други спин-оф У корак са Кардашијанима.

## Премиса
Кортни и Ким освајају Њујорк прати Кортни Кардашијан како још једном напушта Лос Анђелес, коју овај пут прати млађа сестра Ким, како отварају трећу малопродајну радњу Даш у Њујорк Ситију. Ким и Кортни почеле су снимање друге сезоне у августу 2011. године.
Е! је 26. октобра 2011. године најавио да је серија продужена за другу сезону. Друга сезона је снимљена након Киминог венчања за кошаркаша Криса Хамфриза истог месеца. Међутим, сезона је прерађена како би се више фокусирала на невоље пара након што је Ким поднела захтев за развод у октобру 2011. године. Друга сезона емитовала се од 27. новембра 2011. године, чија је прва епизода имала 3,1 милиона гледалаца.